# Лішково (Щецинецький повіт)
Лішково (пол. Liszkowo) — село в Польщі, у гміні Борне-Суліново Щецинецького повіту Західнопоморського воєводства.
Населення — 284 особи (2011).

## Демографія
Демографічна структура станом на 31 березня 2011 року:
|          | Загалом | Допрацездатний вік | Працездатний вік | Постпрацездатний вік |
| -------- | ------- | ------------------ | ---------------- | -------------------- |
| Чоловіки | 143     | 29                 | 103              | 11                   |
| Жінки    | 141     | 36                 | 76               | 29                   |
| Разом    | 284     | 65                 | 179              | 40                   |